# 河野通玄
河野 通玄（こうの みちはる）は、江戸時代の武将。徳川家家臣。八王子千人同心9人の千人頭の一家。

## 略歴
慶長3年（1598年）父・河野通郷の後を継ぐ。慶長5年（1600年）会津征伐。志村貞精、窪田正吉（窪田吉正）、中村安利、山本忠房、計5人の千人頭にて下野国小山参陣。同年の関ケ原本戦にて、配下100人に増員して、千人頭10名。村越直吉と先を争い、徳川家康指名にて河野通玄が指揮にて長柄備を指名される。(家康本陣、遣奉行、河野盛利か?)
慶長20年（1615年）の大坂夏の陣御先備。
明暦元年（1655年）5月14日死去。享年70。
子孫は八王子千人頭の10家の内の一家として幕末まで旗本として徳川幕府に仕えた。